# مونته‌نارس
مونته‌نارس (به ایتالیایی: Montenars) یک کومونه در ایتالیا است که در استان اودینه واقع شده‌است.

## خصوصیات
مونته‌نارس ۲۰٫۶ کیلومترمربع مساحت و ۵۵۴ نفر جمعیت دارد.

## خواهرخوانده
شهر آرتزو خواهرخواندهٔ مونته‌نارس هست.